# Liste der Bodendenkmale in Müllrose
Die Liste der Bodendenkmale in Müllrose enthält alle Bodendenkmale der brandenburgischen Gemeinde Müllrose und ihrer Ortsteile auf der Grundlage der Landesdenkmalliste vom 31. Dezember 2020.
Die Baudenkmale sind in der Liste der Baudenkmale in Müllrose aufgeführt.
| Gemarkung                    | Flur    | Kurzansprache | Bodendenkmalnummer | Bemerkung | Bild |
| ---------------------------- | ------- | --- | ------------------ | --------- | ---- |
| Müllrose (Lage)              | 1       | Einzelfund Mesolithikum, Gräberfeld Bronzezeit                                                                                             | 90113              |           |      |
| Müllrose (Lage)              | 8       | Hügelgräberfeld Bronzezeit | 90114              |           |      |
| Müllrose (Lage)              | 4       | Burg deutsches Mittelalter | 90115              |           |      |
| Müllrose (Lage)              | 8       | Siedlung Bronzezeit | 90116              |           |      |
| Müllrose (Lage)              | 2       | Siedlung Neolithikum | 90117              |           |      |
| Müllrose (Lage)              | 5, 6    | Einzelfund deutsches Mittelalter, Siedlung slawisches Mittelalter, Siedlung römische Kaiserzeit, Einzelfund Neuzeit, Siedlung Urgeschichte | 90118              |           |      |
| Müllrose (Lage)              | 6, 7    | Siedlung Urgeschichte, Einzelfund Steinzeit, Siedlung Bronzezeit, Siedlung römische Kaiserzeit, Siedlung slawisches Mittelalter            | 90120              |           |      |
| Müllrose (Lage)              | 9       | Einzelfund Urgeschichte, Einzelfund Steinzeit, Einzelfund Neuzeit, Siedlung Bronzezeit, Einzelfund deutsches Mittelalter                   | 90121              |           |      |
| Müllrose (Lage)              | 2       | Siedlung Steinzeit | 90122              |           |      |
| Müllrose (Lage)              | 6       | Einzelfund Steinzeit, Siedlung Urgeschichte, Siedlung slawisches Mittelalter                                                               | 90123              |           |      |
| Müllrose (Lage)              | 11      | Siedlung Bronzezeit | 90124              |           |      |
| Müllrose (Lage)              | 21, 22  | Dorfkern Neuzeit | 90125              |           |      |
| Müllrose (Lage)              | 21      | Schlachtfeld Neuzeit, Schanze Neuzeit | 90126              |           |      |
| Müllrose (Lage)              | 18      | Siedlung Urgeschichte, Siedlung Steinzeit                                                                                                  | 90641              |           |      |
| Müllrose (Lage)              | 4       | Hort Neuzeit | 91071              |           |      |
| Müllrose (Lage)              | 4, 5, 9 | Altstadt deutsches Mittelalter, Mühle deutsches Mittelalter, Siedlung Ur- und Frühgeschichte, Altstadt Neuzeit                             | 91076              |           |      |
| Müllrose (Lage)              | 1       | Siedlung römische Kaiserzeit | 91077              |           |      |
| Müllrose, Schernsdorf (Lage) | 9, 1    | Siedlung Steinzeit, Siedlung Urgeschichte                                                                                                  | 90127              |           |      |